# Чуланы
Чуланы — упразднённый посёлок в Таштагольском районе Кемеровской области. На момент упразднения входил в состав Усть-Колзасского сельского поселения. Исключён из учётных данных в 2000 году.

## География
Посёлок располагался на ручье Чуланы, на расстоянии приблизительно 14 км по прямой к северо-востоку от посёлка Мрассу.

## История
Законом Кемеровской области от 25 октября 2000 года № 708 посёлок исключен из учётных данных.

## Население
| 1970 | 1979 | 1989 |
| ---- | ---- | ---- |
| 14   | ↘4   | ↘2   |